# Darina Hadil Rezik
Darina Hadil Rezik (* 27. Juni 2003) ist eine algerische Leichtathletin, die sich auf den Hochsprung spezialisiert hat.

## Sportliche Laufbahn
Erste Erfahrungen bei internationalen Meisterschaften sammelte Darina Hadil Rezik im Jahr 2021, als sie bei den Arabischen U20-Meisterschaften in Radès mit übersprungenen 1,70 m die Goldmedaille gewann. Anschließend gelangte sie bei den Mittelmeerspielen in Oran mit 1,72 m auf den zwölften Platz. Im Jahr darauf siegte sie mit 1,74 m bei den Arabischen U23-Meisterschaften in Radès und anschließend siegte sie mit 1,77 m bei den Panarabischen Spielen in Algier. Daraufhin schied sie bei den World University Games in Chengdu mit 1,70 m in der Qualifikationsrunde aus. 2024 gewann sie bei den Afrikaspielen in Algier mit 1,78 m die Bronzemedaille hinter der Ghanaerin Rose Yeboah und Fatoumata Balley aus Guinea, ehe sie im Juni bei den Afrikameisterschaften in Douala mit 1,70 m auf Rang neun gelangte. Anschließend gewann sie bei den Arabischen U23-Meisterschaften in Ismailia mit 1,71 m die Bronzemedaille. Im Jahr darauf siegte sie mit 1,75 m bei den Arabischen Meisterschaften in Oran. 
In den Jahren 2023 und 2024 wurde Rezik algerische Meisterin im Hochsprung.